# Jan Ruschke
Jan Ruschke (* 15. Februar 1976 in Lüneburg) ist ein deutscher Filmeditor.

## Leben
Jan Ruschke absolvierte bis 2005 eine Ausbildung zum Editor beim NDR. Seit 2005 ist er als freier Editor tätig und schnitt zunächst überwiegend Kurzfilme. Für den Schnitt des Kurzfilms Sadakat gewann er 2015 den Deutschen Kamerapreis. 2018 wurde er beim Deutschen Filmpreis für den Spielfilm Es war einmal Indianerland in der Kategorie „Bester Schnitt“ nominiert.
Er ist Mitglied beim Bundesverband Filmschnitt Editor sowie bei der Europäischen und Deutschen Filmakademie.

## Filmografie (Auswahl)
- 2008: Abschiedslied (Kurzfilm)
- 2014: Sadakat (Kurzfilm)
- 2015: Komm schon! (Fernsehserie, 4 Folgen)
- 2015: Der vergessene Krieg – San Gusmè und das Theater der Erinnerung (Dokumentarfilm)
- 2015: Das Romeo-Prinzip
- 2016: Apropos Glück
- 2016: Ostfriesisch für Anfänger
- 2017: Es war einmal Indianerland
- 2017: Harter Brocken: Die Kronzeugin
- 2017: Harter Brocken: Der Bankraub
- 2018: Raus
- 2018: Wo kein Schatten fällt
- 2019: Rocca verändert die Welt
- 2019: Es gilt das gesprochene Wort
- 2019: Kronoloji
- 2020: Cortex
- 2021: Räuberhände
- 2021: Tatort: Borowski und der gute Mensch (Fernsehreihe)
- 2021: Die Ibiza Affäre (Miniserie)
- 2021: Das Schwarze Quadrat
- 2023: German Crime Story: Gefesselt (Fernsehserie)
- 2023: Der Pass (Fernsehserie, 3 Folgen)
- 2024: Achtsam Morden (Fernsehserie, 3 Folgen)
- 2023: Eine Billion Dollar (Fernsehserie)